# Таяскін (Меріленд)
Таяскін (англ. Tyaskin) — переписна місцевість (CDP) в США, в окрузі Вікоміко штату Меріленд. Населення — 226 осіб (2020).

## Географія
Таяскін розташований за координатами 38°19′13″ пн. ш. 75°52′21″ зх. д. / 38.32028° пн. ш. 75.87250° зх. д. (38.320408, -75.872635).  За даними Бюро перепису населення США в 2010 році переписна місцевість мала площу 3,37 км², з яких 3,37 км² — суходіл та 0,00 км² — водойми.

## Демографія
Згідно з переписом 2010 року, у переписній місцевості мешкало 236 осіб у 100 домогосподарствах у складі 72 родин. Густота населення становила 70 осіб/км².  Було 139 помешкань (41/км²).
Расовий склад населення:
| - 85,2 % — білих - 13,6 % — чорних або афроамериканців - 0,4 % — азіатів |

До двох чи більше рас належало 0,4 %. Частка іспаномовних становила 2,1 % від усіх жителів.
За віковим діапазоном населення розподілялося таким чином: 18,6 % — особи молодші 18 років, 62,8 % — особи у віці 18—64 років, 18,6 % — особи у віці 65 років та старші. Медіана віку мешканця становила 49,3 року. На 100 осіб жіночої статі у переписній місцевості припадало 95,0 чоловіків;  на 100 жінок у віці від 18 років та старших — 95,9 чоловіків також старших 18 років.
Середній дохід на одне домашнє господарство  становив 53 825 доларів США (медіана — 56 179), а середній дохід на одну сім'ю — 63 671 долар (медіана — 56 643). 
Цивільне працевлаштоване населення становило 135 осіб. Основні галузі зайнятості: мистецтво, розваги та відпочинок — 41,5 %, фінанси, страхування та нерухомість — 15,6 %, освіта, охорона здоров'я та соціальна допомога — 15,6 %.